# 樹蘭 (專輯)
《樹蘭 聽見花的聲音》是臺灣客語流行歌手陳雙的第3張個人專輯，由傅也鳴製作，於2005年發行。一共10首歌曲，皆使用客語演唱，專輯主題圍繞著鄉情和大自然。

## 曲目
1. 樹蘭【深情版】
2. 不敢撈您講
3. 朋友恁久好無
4. 燈籠花
5. 風好朋友
6. 歡迎來這聊
7. 冬天對故鄉吹來个風
8. 一陣風
9. 樹蘭【真情版】
10. 莎呦娜啦 竹田